# Edward Sapir
Pour les articles homonymes, voir Sapir.
Edward Sapir (26 janvier 1884 – 4 février 1939) est un linguiste et anthropologue américain originaire de Poméranie. Son travail porta essentiellement sur le langage en tant que fait culturel à part entière. Il est notamment connu pour la célèbre hypothèse Sapir-Whorf.

## Biographie
Sapir est né en 1884 en Prusse-Occidentale à Lauenbourg (aujourd'hui Lębork, en Pologne) dans une famille juive qui parle yiddish et émigre aux États-Unis lorsqu'il a cinq ans. Il fait ses études à l'université Columbia, où il est élève de Franz Boas. La majeure partie de sa carrière se déroule ensuite à l'université de Chicago, puis à l'université Yale, où il rencontre Benjamin Lee Whorf. Sapir meurt a New Haven (Conncecticut) en 1939.

## Travaux
Sapir développe une anthropologie nouvelle basée sur le langage. S'inspirant librement des travaux de Franz Boas sur le langage, il considère la langue comme un fait culturel à part entière, un objet à étudier par l'ethnographie. Ainsi Sapir va participer à de nombreuses études sur des populations amérindiennes d'Amérique du Nord, d'où il va tirer les matériaux nécessaires à l'élaboration de ses théories généralisantes. Il est aussi l'un des pionniers dans l'étude de sa langue maternelle, le yiddish.
Sapir croit que la culture et la langue doivent être étudiées de pair et comprises en elles-mêmes. Il jette ici les bases d'une science anthropologique à la croisée de l'ethnologie et de la linguistique.
Il est l'initiateur du concept de dérive linguistique (ou dérive des langues). Selon lui, le langage se déplace selon un courant (drift) propre, malgré l'ensemble aléatoire des créations individuelles : l'évolution des langues est orientée, et les changements l'entraînent dans une direction définie. (Language, New York, Harcourt, 1921).
Par ailleurs il conteste comme exagéré le reproche fait à l'espéranto d'être trop artificiel. « La résistance contre une langue internationale a peu de logique et de psychologie pour soi. L'artificialité supposée d'une langue comme l'espéranto, ou une des langues similaires qui ont été présentées, a été absurdement exagérée, car c'est une sobre vérité qu'il n'y a pratiquement rien de ces langues qui n'ait été pris dans le stock commun de mots et de formes qui ont graduellement évolué en Europe. »